# Helga Turková
Helga Turková (20. dubna 1942 Praha) je bibliotekářka Národního muzea v letech 1967–2011, specializace na historické knižní fondy, v letech 1990–2004 ředitelka Knihovny Národního muzea.

## Život
Od roku 1956 studovala v Praze na 20. jedenáctileté střední škole. Dále v letech 1959–1964 vystudovala knihovnictví, studijní směr osvěta, knihovědné zaměření, na Filozofické fakultě Univerzity Karlovy v Praze. Jako diplomovou práci si vybrala téma Tiskařská činnost Sixta Palmy Močidlanského. Doktorát filozofie na téže fakultě získala roku 1969.
V letech 1964–1965 pracovala v Základní knihovně Československé akademie věd v Praze. V letech 1965–1967 pracovala jako metodička v knihovně Vlastivědného střediska Pražské informační služby.
Dne 1. října 1967 nastoupila do Knihovny Národního muzea, jíž zůstala věrná 44 let. V knihovně byla roku 1990 jmenována ředitelkou a tuto funkci vykonávala až do roku 2004, kdy ji ve vedení vystřídala Marie Šírová (1946–2008). V oddělení zámeckých knihoven pracovala až do 31. března 2011.
Téměř třicet let své praxe Turková věnovala záchraně, zpracování a prezentaci zámeckých, hradních a palácových knihoven v Čechách, na Moravě a ve Slezsku. Je spoluautorkou expozice "Rilke, Kraus a Vrchotovy Janovice", která byla v roce 1985 otevřena na zámku Vrchotovy Janovice a která ve své době jako jedna z mála veřejně přístupných expozic reflektovala kulturní tradici pražské německé literatury. Je členkou Svazu knihovníků a informačních pracovníků ČR (SKIP). Výrazně se zasloužila o ukotvení činnosti komise knihovníků muzeí a galerií ČR z roku 1973, když se stala v letech 1991–2001 její předsedkyní. Zasloužila se o začlenění komise muzejních knihovníků v roce 1997 do Asociace muzeí a galerií. Byla členkou Ústřední knihovnické rady (do roku 2002). Kromě toho působila jako členka v několika komisích a radách, institucí i ve spolcích, zejména od roku 1961 její členství Klubu Za starou Prahu, v jehož domácí radě působí od roku 1971. Od téhož roku 1971 se nepřerušeně podílela na pořádání přednáškového cyklu Hovory o Praze, který byl přerušen pouze jednou v době pandemie covidu-19. Pro Pražskou informační službu i pro Klub Za starou Prahu pořádala mnohé přednášky, vlastivědné vycházky a zájezdy. 
Helga Turková byla a je oblíbená v pražské intelektuální společnosti, dlouholeté přátelství ji pojilo například s Geraldinou Muchovou, Soňou Červenou, předsedou Klubu Za starou Prahu Oldřichem Horou, památkovým architektem Josefem Hyzlerem, památkářem Milošem Pistoriem, profesorem Zdenkem Frankenbergerem Danešem a dosud pojí například s památkářkou Helenou Čižinskou i dalšími osobnostmi kulturního a společenského života.

## Dílo
Podílela se vedením nebo autorsky na realizacích expozic, výstav a publikací Národního muzeaː
- Expozice Rilke, Kraus a Vrchotovy Janovice (s Otto Jankou), zámek Vrchotovy Janovice, 1985
- Velká francouzská revoluce (s kolektivem autorů); Historická expozice Národního Muzea, Lobkovický palác na Pražském hradě, 1989
- Jan Amos Komenský, 28. 3. 1592 – 15. 11. 1670, historická budova Národního muzea, 1992
- Rainer Maria Rilke, k 120. výročí narození a k 70. výročí úmrtí; Kabinet knižní kultury, 1995–1996
- Casanova v Čechách (s kolektivem autorů); Historická expozice Národního Muzea, Lobkovický palác na Pražském hradě, 1998
- Sidonie Nádherná z Borutína, Padesát let od úmrtí poslední majitelky zámku Vrchotovy Janovice, Kabinet knižní kultury, 2000.
- obnova textů a popisek expozice; Muzeum knihy ve Žďáře nad Sázavou, 2004
- Znovunalezené knihy Sidonie Nádherné (s I. Pešoutovou), Kabinet knižní kultury, 2006
- V nejhlubší úctě, (členka autorského kolektivu), katalog výstavy na zámku Kozel; 2021